# Metalectra picta
Metalectra picta är en fjärilsart som beskrevs av William Schaus 1906. Metalectra picta ingår i släktet Metalectra och familjen nattflyn. Inga underarter finns listade i Catalogue of Life.